# NGC 7076
NGC 7076 ist ein planetarischer Nebel im Sternbild Kepheus. 
Das Objekt wurde am 15. Oktober 1794 von dem Astronomen Wilhelm Herschel entdeckt.